# Коборі Юкі
Юкі Коборі (яп. 小堀 勇氣, нар. 25 листопада 1993, Префектура Ісікава, Японія) — японський плавець, бронзовий призер Олімпійських ігор 2016 року.

## Виступи на Олімпійських іграх
| Олімпіада   | Дисципліна             | Місце |
| ----------- | ---------------------- | ----- |
| Лондон 2012 | 4x200 м вільним стилем | 9     |
| Ріо 2016    | 4x200 м вільним стилем | 3     |